# Declan Gallagher
Declan Gallagher (Rutherglen, 13 de febrero de 1991) es un futbolista británico que juega en la demarcación de defensa para el Ross County F. C. del Campeonato de Escocia.

## Selección nacional
Hizo su debut con Escocia el 16 de noviembre de 2019. Lo hizo en un partido de clasificación para la Eurocopa 2020 contra Chipre que finalizó con un resultado de 1-2 a favor del combinado escocés tras el gol de Giorgos Efraim para Chipre, y de Ryan Christie y John McGinn para Escocia.

## Clubes
| Club                | País    | Año       | Partidos | Goles |
| ------------------- | ------- | --------- | -------- | ----- |
| Stranraer F. C.     | Escocia | 2010-2011 | 29       | 3     |
| Clyde F. C.         | Escocia | 2011-2012 | 27       | 3     |
| Dundee F. C.        | Escocia | 2012-2014 | 70       | 5     |
| Livingston F. C.    | Escocia | 2014-2019 | 166      | 6     |
| Motherwell F. C.    | Escocia | 2019-2021 | 72       | 3     |
| Aberdeen F. C.      | Escocia | 2021-2022 | 31       | 0     |
| Saint Mirren F. C.  | Escocia | 2022-2023 | 32       | 2     |
| Dundee United F. C. | Escocia | 2023-2025 | 68       | 2     |
| Ross County F. C.   | Escocia | 2025-     |          |       |

## Palmarés

### Campeonatos nacionales
| Título                 | Club             | País    | Año  |
| ---------------------- | ---------------- | ------- | ---- |
| Scottish Championship  | Dundee F. C.     | Escocia | 2014 |
| Liga Uno de Escocia    | Livingston F. C. | Escocia | 2017 |
| Scottish Challenge Cup | Livingston F. C. | Escocia | 2015 |